# Kärlek och långvantar
Kärlek och långvantar är en svensk TV-film från 1973. Filmen regisserades av Hans Bergström och bygger på Fritiof Nilsson Piratens novell Kärlek och långvantar, utgiven i samlingen Vänner emellan från 1955.
Filmens manus skrevs av Bergström och Mats Arehn. Den producerades av Lars Boberg och Bert Sundberg.

## Handling
"En berättelse om den första, bittra förälskelsen."

## Rollista
- Johan Edström - Fritiof
- Nina Danielsson - Blanche
- Kerstin Widgren - mor
- Lars Edström - far[1]